# Лісао

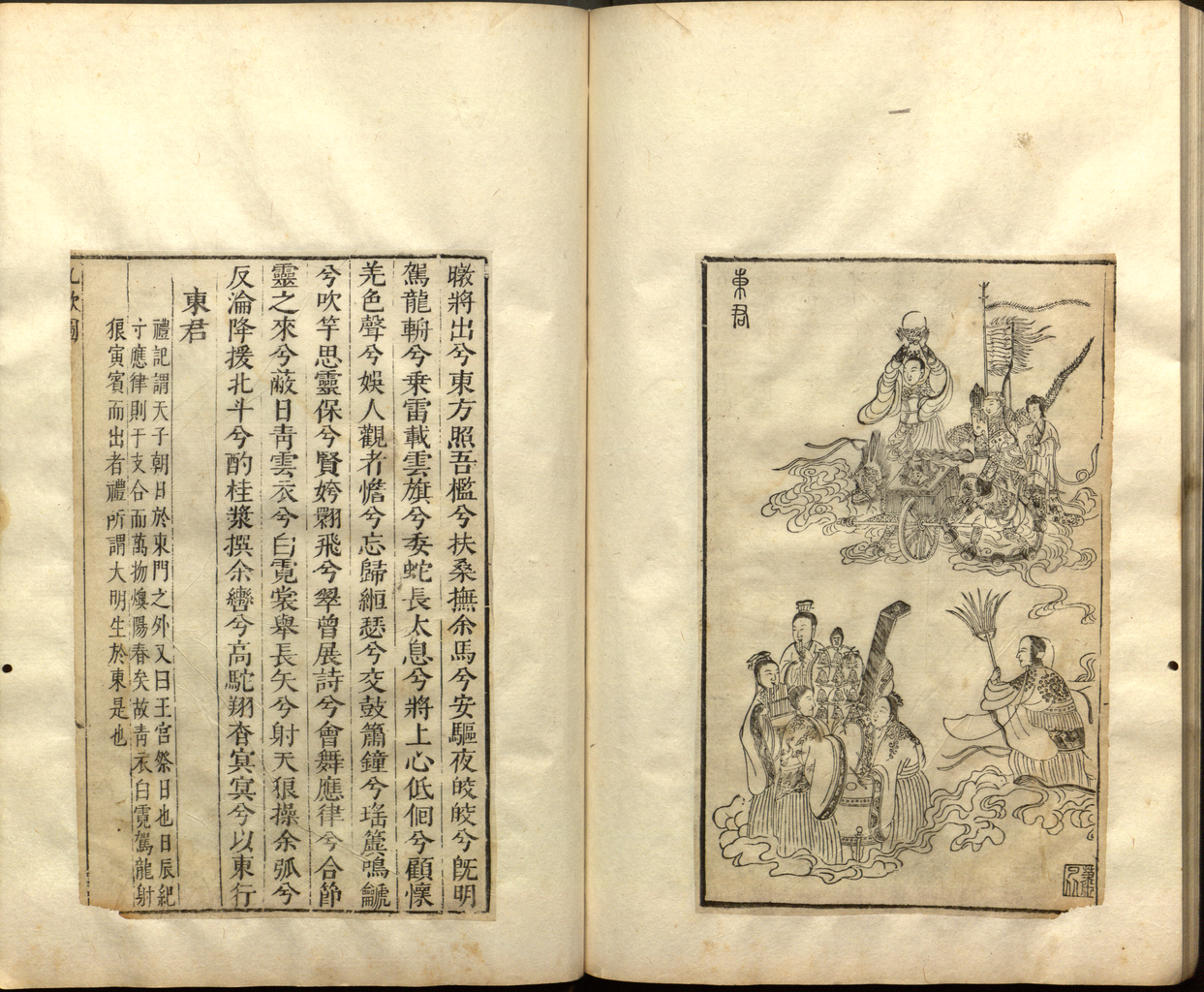
Дві сторінки з Лі Сао, 1645 рік.

"Лісао" (Лі Сао) ( кит. трад. 離騷, спр. 离骚, піньїнь: Lí Sāo  ) - китайська класична поема. За вказівкою Сима Цяня, належить пензлю Цюй Юаня (бл. 340-278 до н.е.), відомого поета і державного діяча царства Чу .
Поема містить 373 рядка і близько 2400 символів, що робить її однією з найдовших поем, що дійшли до нас за часів Стародавнього Китаю. Дата її створення точно невідома, але вважається, що вона була написана після того, як Цюй Юань втратив державну посаду в Чу і став вигнанцем.
Назва поеми була важка для розуміння вже у Стародавньому Китаї. Сіма Цянь пропонував розуміти його як «Скарги від'їзду» (скарги Цюй Юаня на вигнання), тоді як Бань Гу пропонував версію «Зустріч із бідою». Версія Сима Цяня більш розповсюджена. Сучасні дослідники також припустили, що 離騷 — варіант написання 劳商, що означає просто «чуська пісня».
В історії китайської поезії поема «Лі Сао» була значним кроком до прояву виразних засобів (у тому числі довжина строф, що варіюється) та основою для подальшого стилю сао . Вона також відмінна поєднанням різнорідних елементів: ліричні та фантастичні образи поєднуються з громадянськістю та критичним поглядом на історію країни. Увійшла до антології « Чуські строфи ».
І. С. Лісевич припускає версію, згідно з якою поема «Лі Сао» — відтворення поглядів на ритуальну трансову подорож у потойбічний світ, аналогічного до подорожей шамана чи оракула (можливо, з використанням психотропних препаратів). Цим можна пояснювати як значну кількість фантастичних образів, так і те, що на відміну від Інь Цзіфу та Мен-цзи Цюй Юань повідомляє своє ім'я та імена предків не наприкінці, а на початку твору, ніби представляючись перед тим, як увійти у світ духів. 

## Зміст
"Лі Сао" починається з того, що поет розповідає про себе, своє походження та колишню шаманську славу. Він розповідає про свою поточну ситуацію, а потім розповідає про фантастичну фізичну та духовну подорож ландшафтами Стародавнього Китаю, реальними та міфологічними. "Лі Сао" є основоположним твором у великій китайській традиції пейзажної та туристичної літератури. 
Поема також є політичною алегорією, в якій поет нарікає на те, що його власна праведність, чистота та честь недооцінені та невикористані у зіпсованому світі. Поет натякає на те, що його обмовили вороги та відкинув король, якому він служив ( король Хуай з Чу ). Основні теми поеми включають те, що Цюй Юань став жертвою інтриг при дворі Чу та наступне вигнання; його бажання залишатися чистим і незаплямованим корупцією, яка була поширена в дворі; а також його нарікання на поступовий занепад колись могутньої держави Чу.
Поет вирішує піти та приєднатися до Пен Сяня ( китайською :彭咸), особи, яку багато хто вважає Богом Сонця. Ван Ї , коментатор династії Хань у Chuci , вважав, що Пен Сянь був чиновником династії Шан , який, згідно з легендою, втопився після того, як король відхилив його мудру пораду (але ця легенда, можливо, виникла пізніше, під впливом обставини потоплення Цюй Юаня).  Пен Сіань, можливо, також був стародавнім шаманом, який пізніше став символом відлюдника. 

## Уривок з поеми
Хіба ж я не дбав про благо загальне,
Я йшов шляхом славних князів,
Та ти, всесильний, почуттів моїх не зрозумів,
Послухав наклеп й гнівом запалав.
Я твердо знаю: прямота – нещастя,
Та з нею я не в силах розлучитись.
Свідком стане Небо, –
Заради князя я витримую це все.
Я кажу: перш був згоден ти зі мною,
Та потім з шляху цього ти зійшов.
З тобою, мій володар, можу розлучитись,
Але твоя мінливість надто вже гірка.
Мої діяння – квітучі галявини,
Я орхідеями покрив сто му,
Я виплекав пахучі трави,
А серед них – косарики й духен.
Як я хотів побачити б їх цвіт,
В належний час, щоб зрізати й зібрати.
Нехай зів'яну – сумувать не варто,
Шкода лиш, якщо луг бур'яном заросте.

## Цінність
Безперечно «Лі Сао» - вершина художньої творчості Цюй Юаня і всієї давньокитайської поезії. Це твір Цюй Юаня, шедевр китайського мистецтва слова, назавжди залишиться в числі найцінніших творінь світової літератури. Цей найвидатніший твір поета протягом десятків сторіч користувався і користується зараз величезною популярністю і любов'ю китайського читача.

## Перевидання
Поема була перевидана у 19 столітті Пань Цзуїнем (1830–90), лінгвістом, членом штату династії Цін. Перевидання було в чотирьох томах із двома передмовами, одна з яких написана Сяо Юньцоном. 